# Cetoleinsäure
Cetoleinsäure ist eine langkettige, einfach ungesättigte Fettsäure in der Gruppe der Omega-11-Fettsäuren. Die Monoensäure mit einer cis-Doppelbindung ist ein Isomer der Erucasäure (13Z)-Docosensäure. Die trans-Form ist die (11E)-11-Docosensäure die Catelaidinsäure.
In den Wachsestern im Jojobaöl ist sie zu 15–20 % enthalten, im Avellanaöl von der Chilenischen Haselnuss (Gevuina avellana) sind etwa 9–10 % enthalten. In verschiedenen Pflanzenölen kommt sie verestert als Triacylglycerid in geringen Mengen vor, ebenso in Fischölen, Tran und im Lebertran.